# 悪魔の沼
『悪魔の沼』（あくまのぬま、Eaten Alive）は、1977年のアメリカ映画。『悪魔のいけにえ』のトビー・フーパーがハリウッドに進出した第1作目。1930年代にテキサス州で起こったジョー・ボール事件をモチーフに作られている。
本作の原題にはEaten Aliveの他にも、Death Trap、 Horror Hotel、Horror Hotel Massacre、Legend of the Bayou、 Murder on the Bayou、Starlight Slaughterといった複数のタイトルが存在し、1976年の日本初公開時の原題はDeath Trapとなっていた。

## ストーリー
家出娘の新人売春婦クララ(ロバータ・コリンズ)は、客のバック（ロバート・イングランド）とトラブルになり、雇い主のハッティ（キャロリン・ジョーンズ）から売春宿を追い出される。行く当ての無いクララを気の毒に思った宿の従業員ルビー（ベティ・コール）は彼女に現金を渡し、その夜は近くに建つモーテル「スターライト・ホテル」に泊まるよう勧める。そしてルビーはクララに売春宿から来たことはモーテルの主人には言うなと忠告する。「スターライト・ホテル」は義足の男ジャッド（ネヴィル・ブランド）が経営する古いモーテルで、建物に隣接する沼にはワニが飼われていた。
ジャッドは泊まりにきたクララを部屋へ案内するが、彼女が売春婦であることを見破ると関係を求めてくる。彼はクララを抱きしめ、ブラウスを引き裂くが激しく抵抗され、二人は階段を転がり落ちる。ジャッドは必死に逃げようとするクララを鋤で刺し、瀕死の彼女を沼へ投げ入れてワニの餌食にする。
続いて旅行中の若い夫婦の車がモーテルの前に停まる。夫のロイ（ウィリアム・フィンレイ）がトイレを借りに行き、妻のフェイ（マリリン・バーンズ）と幼い娘アンジー（カイル・リチャーズ）も車から降りる。フェイたちが眼を離した隙にペットの犬がワニに喰われ、半狂乱となった娘を落ち着かせるために一家は部屋をとる。
その直後、クララを探しに来た父ハーヴェイ（メル・フェラー）と姉リビー（クリスティン・シンクレア）が、部屋をとりに来る。ジャッドにクララの写真を見せるも知らないと言われ、親子は保安官を訪ねるために町へと向かう。
トイレから戻ったロイは、ジャッドの説得を無視して飼い犬を襲ったワニを銃で射殺しようとしたところ、ジャッドに襲われ、ワニの餌食にされる。
一方、何も知らないフェイは、娘が落ち着いたので一人浴室へと向かう。フェイが浴室に入るのを知ったジャッドは次第に彼女への欲情を強め、とうとう浴室に侵入して中にいた彼女をシャワーカーテンと縄で縛りあげる。悲鳴を聞いて駆けつけたアンジーは暴行される母親を目撃、半狂乱で父親を呼びに出て行く。アンジーは追ってくるジャッドから逃れるため縁の下に逃げこむが、彼は縁の下の入口を施錠し彼女を閉じ込める。
フェイは後ろ手に縛られながらも浴室を脱出するが、戻って来たジャッドにつかまり、今度は部屋に監禁される。ジャッドは縁の下のアンジーを引きずり出そうとするが、保安官の車に送られたハーヴェイがモーテルに戻ってきたので、一度はあきらめる。建物に近づいたハーヴェイはアンジーの声に気づくが、ジャッドに襲われ、沼のワニにの餌食にされる。
続いてバックが恋人のリネット（ジャナス・ブリス）を連れてモーテルに来る。ジャッドの制止も聞かず、バックは強引に部屋をとり、恋人を連れ込む。別室ではベッドに縛られているフェイが、縄をほどこうと必死にもがいている。ジャッドは監禁している女の存在を隠すため、彼女の悲鳴とベッドのきしむ音をラジオの音量でかき消そうとする。騒音でムードを壊されたバックが外に出ると、幼女の叫び声が聞こえ、声のする所を調べようとするが、ジャッドに沼につき落とされワニに喰い殺される。その様子を目撃したリネットは悲鳴を上げて外に逃げ出す。彼女は森の中に逃げてジャッドの追跡を撒き、偶然通りかかった車に助けを求めて無事に逃げ切る。
モーテルに戻ってきたリビーは、部屋の中から女の呻き声と物音を聞きつける。不審に思ってモーテル内を調べたところ、下着姿でベッドに縛りつけられて泣き叫ぶフェイを発見し、ただならぬ事態が起こっていることを知る。リビーはフェイの手足の縄を解いた後、二人でハーヴェイとアンジーを捜しに1階に下りるが、戻ってきたジャッドに遭遇する。彼は逃げ惑う二人を追いかけ、大鎌でフェイに切りつけて額と太ももを負傷させ、さらに彼女を2階から1階へ突き落し重傷を負わせる。
さらにジャッドは沼から縁の下へワニを誘導してアンジーを襲わせる。アンジーは縁の下を脱出して金網を登ろうとするが、ジャッドがは彼女を沼に落とすために金網を揺らす。その時、彼は瀕死のフェイによって沼へ突き落され、ワニにくわえられて水中に引き込まれていく。アンジーら三人は、駆けつけた保安官のマーティン（ スチュアート・ホイットマン）に保護される。そして水面にはジャッドの義足が浮かぶ。

## キャスト
| 役名               | 俳優                       | 日本語吹替                                   |
| 役名               | 俳優                       | 日本テレビ版                                 |
| ------------------ | -------------------------- | -------------------------------------------- |
| ジャッド           | ネヴィル・ブランド         | 大塚周夫                                     |
| ハーヴェイ・ウッド | メル・ファーラー           | 内田稔                                       |
| マーティン保安官   | スチュアート・ホイットマン | 小林勝彦                                     |
| フェイ             | マリリン・バーンズ         | 鈴木弘子                                     |
| ロイ               | ウィリアム・フィンレイ     | 徳丸完                                       |
| アンジー           | カイル・リチャーズ         | 菅谷政子                                     |
| バック             | ロバート・イングランド     | 石丸博也                                     |
| リビー・ウッド     | クリスティン・シンクレア   | 佐藤由美子                                   |
| ハッティ           | キャロリン・ジョーンズ     | 今井和子                                     |
| クララ             | ロバータ・コリンズ         | 潘恵子                                       |
| ルビー             | ベティ・コール             | 片岡富枝                                     |
| リネット           | ジャネス・ブライス         | 鵜飼るみ子                                   |
| 娼婦               |                            | 馬場はるみ                                   |
|                    |                            |                                              |
| 演出               | 演出                       | 千葉耕市                                     |
| 翻訳               | 翻訳                       | 古田由紀子                                   |
| 効果               |                            |                                              |
| 調整               |                            |                                              |
| 制作               | 制作                       | ザック・プロモーション                       |
| 解説               |                            |                                              |
| 初回放送           | 初回放送                   | 1980年4月5日 『土曜映画劇場』 (14:30〜16:00) |

## 制作
野外ロケ中心の『悪魔のいけにえ』に対し、「悪魔の沼」は一部のシーンを除き、大半がセットで撮影されている。
トビー・フーパーの他にも、『悪魔のいけにえ』の主要スタッフ・キャストが本作に携わっており（脚本：キム・ヘンケル、出演：マリリン・バーンズ）、前作からのオマージュが随所に見られる。
また、キャシー・ヒルトンの妹であるカイル・リチャーズが子役として参加している。
さらに、フーパー自身も通りかかった車の運転手役でカメオ出演している。

## トリビア
- 冒頭でのロバート・イングランドの台詞「俺の名前はバックだ…。」 は『キル・ビル Vol.1』でオマージュとして使われている。

## その他
- 1978年度第7回パリ国際ファンタスティックＳＦ映画祭　黄金の一角獣賞、主演男優賞（ネヴィル・ブランド）受賞作品

## DVD
DVDの再発を記念し、渋谷の映画館シアターN渋谷にて2007年3月17日から4週間、本作がレイトショーにて再公開された。
『悪魔のいけにえ』と同じく、デックスエンタテインメントからDVDが発売された。DVDには、日本語吹替版や公開時のパンフレット・チラシを縮小・復刻した物が付属する。